# 宮本武勇志
宮本 武勇志（みやもと むさし、本名・宮本 典寛、1980年5月18日 - ）は、日本の男性プロキックボクサー。埼玉県南埼玉郡出身。新日本キックボクシング協会第3代日本ミドル級王者。治政館所属。ジムの先輩にはK-1でも活躍した、武田幸三がいる。
花咲徳栄高等学校卒業。平成国際大学中退。高校時代の一つ先輩には現WBA世界スーパーフェザー級王者・内山高志、同期に元日本スーパーフェザー王者・矢代義光などがいる。

## 来歴
高校、大学とアマチュアボクシングで活躍し、1998年高校総体、かながわ・ゆめ国体少年ライト級3位の成績を残した。スポーツ特待生として大学に入学するも、一年生のときに右膝半月板損傷。手術をしリハビリに励んだが再度、怪我。競技復帰が難しく、ボクシングを断念。2年時に大学を中退。
2002年4月、格闘技が諦めきれず、2年のブランクを経て、治政館に入門。
2003年5月18日、後楽園ホールにて、ウェルター級・宮本 武蔵（みやもと たけぞう）でプロデビューし、金子翔英（尚武会）に3RKO勝ち。
2006年9月3日、ミドル級に転向。ディファ有明にて、青木克眞（トーエル）と対戦し、判定ドロー。
2008年7月13日、IMF世界スーパーウェルター級王者・後藤龍治（伊原）と初対戦、黒星を喫した。
2009年10月25日、日本ミドル級王者・後藤龍治（伊原）と対戦し、3-0の判定勝ちで王座を獲得した。王座獲得後「宮本 武勇志」に改名。
2010年5月16日、初防衛戦で挑戦者・同級1位の喜多村誠（伊原）と対戦し、1-0の判定ドローで初防衛に成功した。
2010年7月25日、同級2位の今野明（市原）と対戦し、3-0の判定勝ち。
2010年8月29日、金龍（韓国）と対戦し、2R TKO勝ち。
2010年12月30日、戦極 Soul of Fightに出場。小又大貴（エス/WPMF日本ミドル級王者）と対戦し、1-0（宮本）の判定ドロー。
2011年5月15日、【日本タイトルマッチ】挑戦者・喜多村誠（伊原）と対戦、相手のバッティングにより、（3R0分57秒） ノーコンテスト。
2011年10月2日、【日本タイトルマッチ】挑戦者・喜多村誠（伊原）と対戦、鼻柱のカットにより、3R1分43秒 TKO負け。王座陥落。
2011年10月中旬、故障していた右肘の手術を行い、成功。
2012年1月15日、右肘手術からの復帰戦。キム・ヒョンス（韓国）と対戦し、3-0の判定勝ち
2013年5月19日、元K-1ロシア極東王者のシテペンコ・マクシム（ロシア）と対戦し、2-0の判定勝ち。
2013年7月21日、喜多村誠（伊原）とのタイトルマッチが決定していたが、5月19日の試合で左脛を剥離骨折し、負傷欠場。タイトル挑戦者が同級4位・今野明（市原）に変更。

## 戦績
| キックボクシング 戦績 | キックボクシング 戦績 | キックボクシング 戦績 | キックボクシング 戦績 | キックボクシング 戦績 | キックボクシング 戦績 | キックボクシング 戦績 |
| --------------------- | --------------------- | --------------------- | --------------------- | --------------------- | --------------------- | --------------------- |
| 35 試合               | (T)KO                 | 判定                  | その他                | 引き分け              | 無効試合              |                       |
| 18 勝                 | 6                     |                       |                       | 8                     | 2                     |                       |
| 7 敗                  |                       |                       |                       | 8                     | 2                     |                       |

| 勝敗 | 対戦相手               | 試合結果                                             | 大会名                                                                                  | 開催年月日     |
| △    | 小又大貴               | 3R終了 判定1-0                                       | 戦極 Soul of Fight                                                                      | 2010年12月30日 |
| ○    | 金龍                   | 2R 2:03 TKO（タオル投入）                            | 新日本キックボクシング協会「BRAVE HEARTS 14」                                           | 2010年8月29日  |
| ○    | 今野明                 | 5R終了 判定3-0                                       | 新日本キックボクシング協会「MAGNUM 23」                                                 | 2010年7月25日  |
| △    | 喜多村誠               | 5R終了 判定1-0                                       | 新日本キックボクシング協会「FINAL 武田幸三引退記念興行」 【日本ミドル級タイトルマッチ】 | 2010年5月16日  |
| △    | 全志亨                 | 3R終了 判定0-0                                       | 新日本キックボクシング協会「BRAVE HEARTS 13」                                           | 2010年1月17日  |
| ○    | 後藤龍治               | 5R終了 判定3-0                                       | 新日本キックボクシング協会「MAGNUM 21」 【日本ミドル級タイトルマッチ】                  | 2009年10月25日 |
| ○    | 榊克幸                 | 3R終了 判定3-0                                       | 新日本キックボクシング協会「BRAVE HEARTS 12」                                           | 2009年8月30日  |
| ×    | 喜多村誠               | 2R 1:50 TKO（ドクターストップ：カット）              | 新日本キックボクシング協会「BRAVE HEARTS 11」                                           | 2009年5月31日  |
| ×    | ゲン・カー             | 3R TKO（ドクターストップ：カット）                   | 新日本キックボクシング協会「スーパーキック」                                            | 2009年4月5日   |
| ○    | 金成基                 | 3R終了 判定3-0                                       | 新日本キックボクシング協会「BRAVE HEARTS 10」                                           | 2009年1月18日  |
| ×    | 後藤龍治               | 2R 1:56 TKO（ドクターストップ：左瞼カット）          | 新日本キックボクシング協会「MAGNUM 17」                                                 | 2008年7月13日  |
| ○    | 崔鐘允                 | 3R終了 判定3-0                                       | 新日本キックボクシング協会「BRAVE HEARTS 8」                                            | 2008年5月25日  |
| ○    | Bazz                   | 1R KO（右ストレート）                                | タイ国 ルンピニー・スタジアム                                                           | 2008年3月15日  |
| △    | 喜多村誠               | 3R終了 判定1-0                                       | 新日本キックボクシング協会「MAGNUM 15」                                                 | 2007年10月21日 |
| －   | 青木克眞               | 1R ノーコンテスト （バッティングで青木が右眉カット） | 新日本キックボクシング協会「BRAVE HEARTS 6」                                            | 2007年9月2日   |
| △    | 喜多村誠               | 3R終了 判定0-0                                       | 新日本キックボクシング協会「BRAVE HEARTS 5」                                            | 2007年5月20日  |
| ○    | 昇平                   | 2R 0:55 KO（右ストレート）                           | 新日本キックボクシング協会「BRAVE HEARTS 4」                                            | 2007年1月21日  |
| △    | 青木克眞               | 3R終了 判定1-0                                       | 新日本キックボクシング協会「BRAVE HEARTS 3」                                            | 2006年9月3日   |
| ×    | 中川タカシ             | 3R終了 判定0-3                                       | 新日本キックボクシング協会「ATTACK」                                                    | 2006年2月26日  |
| ○    | トンチャイ・ブンラット | 不戦勝（ドクターストップ）                           | 新日本キックボクシング協会「KICKBOXING SAITAMA CARNIVAL-2」                             | 2005年11月13日 |
| ○    | 植木功                 | 2R 1:18 KO（右ボディフック）                         | 新日本キックボクシング協会「YOUNG FIGHT 1」                                             | 2005年2月20日  |
| ○    | 立山智紀               | 2R終了 判定3-0                                       | 新日本キックボクシング協会「KICKBOXING SAITAMA CARNIVAL-1」                             | 2004年11月14日 |
| △    | 後藤貴志               | 3R終了 判定1-0                                       | 新日本キックボクシング協会「Full Spark's 〜烈輝〜」                                     | 2003年9月7日   |
| ○    | タイ人                 | 1R KO（右フック）                                    | タイ国 ラジャダムナン・スタジアム                                                       | 2003年7月      |
| ○    | 金子翔英               | 3R 2:42 KO（パンチ連打）                             | 新日本キックボクシング協会「Touch and Go 〜臨戦〜」                                     | 2003年5月18日  |

## 獲得タイトル
- 新日本キックボクシング協会第3代日本ミドル級王座

## テレビドラマ出演
- 示談交渉人 ゴタ消し 最終話（2011年3月31日、読売テレビ）警察官役

## 教育活動
- 2009年6月7日 場所：埼玉県川口市立根岸小学校 『総合学習「世界を知ろう」』 特別講師として、ガンスワン・BeWELLと「タイ国」の紹介をする

## 講演活動
- 2012年3月25日 会場：宮代町立図書館 『がんばる大人から、子どもへのメッセージ「親の気持ち・子の気持ち」』 主催：NPO法人MCAサポートセンター / 共催：子育て応援隊エルマー / 後援：宮代町・宮代町教育委員会